# Płowęż (jezioro)
Płowęż – jezioro w woj. kujawsko-pomorskim, w powiecie brodnickim, w gminie Jabłonowo Pomorskie (północna część jeziora leży w gminie Świecie nad Osą), leżące na terenie Pojezierza Brodnickiego.

## Dane morfometryczne
Powierzchnia zwierciadła wody według różnych źródeł wynosi od 161,0 ha do 174,2 ha.
Zwierciadło wody położone jest na wysokości 61,7 m n.p.m. lub 62,7 m n.p.m. Średnia głębokość jeziora wynosi 3,7 m, natomiast głębokość maksymalna 6,3 m.
W oparciu o badania przeprowadzone w 2003 roku wody jeziora zaliczono do wód pozaklasowych i poza kategorią podatności na degradację.
W roku 1997 wody jeziora również zaliczono do wód pozaklasowych.